# 小野庄一
小野 庄一（おの しょういち、1963年 - ）は日本のフリーカメラマン。岐阜県揖斐郡揖斐川町出身。東京経済大学、写真専門学校卒業。週刊誌の委託写真記者を経て独立。
満100歳以上の人々のポートレート集で第30回太陽賞受賞。同作品をまとめた写真集『百歳王』（新潮社）を発表し、写真展「百歳王」をラフォーレ原宿や日本橋三越メインギャラリーで開催。『百歳王』を含めて「命の源」を基本テーマに、富士山頂から望む絶景「テッペン!」や、「Flower Nocturne 」もライフワークに加え、創作活動を続けている。

## 主な著作
- 『百歳王』
- 『テッペン!』